# Karl Neuß
Karl Neuß, auch Neuss, (* 20. Februar 1888 in Braunschweig; † 22. März 1967 in Braunschweig) war ein deutscher Maler und Kunstlehrer.

## Leben
Karl Wilhelm August Neuß wurde 1888 in Braunschweig als einziges Kind des früh verstorbenen Oberpostassistenten Karl Neuß und dessen Ehefrau Lucie, geborene Koch, geboren. Er besuchte mehrere Schulen in Braunschweig und nachfolgend die Braunschweiger Kunstgewerbeschule, die er mit der Mittleren Reife abschloss. Anschließend studierte er von 1906 bis 1909 an der Kunstakademie Kassel, wo Karl Holzapfel und Akademiedirektor Louis Kolitz zu seinen Lehrern zählten. Besonders beeinflusst wurde er vom Landschaftsmaler Hans Licht. In Kassel bestand Neuß 1909 die Zeichenlehrerprüfung für höhere Lehranstalten. Von 1909 bis 1910 leistete er Militärdienst in Braunschweig. Neuß absolvierte eine Turnlehrerausbildung in Göttingen und war anschließend von 1911 bis 1912 zunächst als Hilfslehrer für Turnen und Zeichnen an der Gaußschule in Braunschweig tätig, wo er von 1913 bis 1935 als Zeichenlehrer arbeitete. Er nahm von 1914 bis 1918 am Ersten Weltkrieg als Soldat teil. Neuß wurde 1934 an die Hoffmann-von-Fallersleben-Schule versetzt, wo er bis 1945 beschäftigt war. Während seiner Zeit an der HvF war Neuß aber auch an die Gaußschule abgeordnet.
Von 1924 bis 1934 war er Mitglied des Künstlerbundes Niedersachsen und von 1935 bis 1945 Mitglied des Braunschweiger Künstlerbundes. Während des Zweiten Weltkriegs leistete Neuß von 1939 bis 1941 Kriegsdienst und wurde 1941 uk gestellt. Nach Kriegsende war er von 1945 bis zu seiner Pensionierung 1953 wieder an der Gaußschule als Zeichenlehrer tätig.
Er war seit 1924 mit der Fabrikantentochter Margarete Angres verheiratet. Karl Neuß starb im März 1967 im Alter von 79 Jahren in Braunschweig. Seine Ehefrau überlebte ihn nur um wenige Stunden.
Im Zentrum von Neuß’ Œuvre standen Landschaftsdarstellungen, insbesondere solche der norddeutschen Ebene, des Harzes und der See. Andere Themen wie z. B. die Landschaften Südeuropas bearbeitete er in jungen Jahren, führte sie aber nicht fort. Die überwiegend unbelebten Darstellungen sind mit kräftigem Pinselstrich und starken Konturen ausgearbeitet. Aufgrund der häufigen Darstellung von Brücken wurde er zuweilen Brücken-Neuß genannt. Sein Werk erfuhr über die Jahrzehnte keine großen Änderungen. Es wurde ab den 1910er Jahren in verschiedenen Kunstausstellungen gezeigt, darunter waren Präsentationen im Städtischen Museum Braunschweig in den Jahren 1928, 1935, 1938, 1958 und 1967.

## Werke (Auswahl)
- Voigtsfelde (Bodetal). Öl auf Hartfaserplatte, 1930er/1940er Jahre, Braunschweigisches Landesmuseum
- Brücke nahe einer Siedlung (Harz) (Vorderseite) / Nächtlicher Wald (Rückseite), Öl auf Leinwand, 1930er/1940er Jahre, Braunschweigisches Landesmuseum
- Der Ochsenkopf bei Altenau (Harz), Öl auf Leinwand, 1957, Braunschweigisches Landesmuseum
- Bachlauf in Gebirgslandschaft, Harz. Öl auf Leinwand, 1950er Jahre, Braunschweigisches Landesmuseum